# デプロイエンジニア
デプロイエンジニア（deploy Engineer）は、情報システムの構成要素には様々な技術が使用されているが、H/W、仮想化、OS、ネットワーク、ミドルウェア、セキュリティといった基盤となる領域へファイルやソフトウェアを展開し、システムを利用可能な状態にするエンジニア。
狭義にはデプロイ作業を行うエンジニア、広義には高度なシステム・アーキテクチャを理解しその情報システム目的に合わせ設計やプロトタイピングを行いシステムを利用可能な状態にするエンジニア。
DevOpsにおいて、plan,code,build,test,release,deployまでを受け持つ。

## 必要なスキル
- プログラミング
- 設計
- アーキテクト
- リーディング
- マネジメント
- 要求分析
- 要件定義（ユーザーストーリー）
- バックログ